# Peter de Caluwe
Pour les articles homonymes, voir De Caluwe.
Peter de Caluwe est un dramaturge belge né à Termonde en 1963.

## Aperçu biographique
Peter de Caluwe a étudié la littérature et l’histoire du théâtre aux Universités de Gand, Bruxelles et Anvers. Un mémoire sur l’histoire de la mise en scène d’opéra lui vaut son diplôme de licence. En 1986, Gerard Mortier l’invite à rejoindre le Théâtre royal de la Monnaie à Bruxelles en tant que dramaturge. Il devient responsable des contacts avec la presse, des relations publiques et des projets pour les jeunes.
À partir de 1990, Pierre Audi et Truze Lodder, le nouveau tandem à la direction du Nederlandse Opera à Amsterdam, lui proposent d’intégrer leur équipe. Il y occupe d’abord le poste de directeur de la communication interne et externe. En 1994, il est nommé directeur du casting, puis, à partir de 1998, accède aux fonctions de coordinateur artistique aux côtés de Pierre Audi.
Depuis 2007, il assume la responsabilité de directeur général-intendant du Théâtre royal de la Monnaie à Bruxelles. La même année, il recevait le premier master honoris causa de l’École supérieure des arts Saint-Luc à Bruxelles.
Peter de Caluwe exerce des fonctions d’administrateur de différentes institutions culturelles internationales et il est également membre du Parlement culturel européen.

## Récompenses
- En 2013 : chevalier de l'Ordre des Arts et des Lettres par l’ambassadeur de France en Belgique[2].